# Bifrons

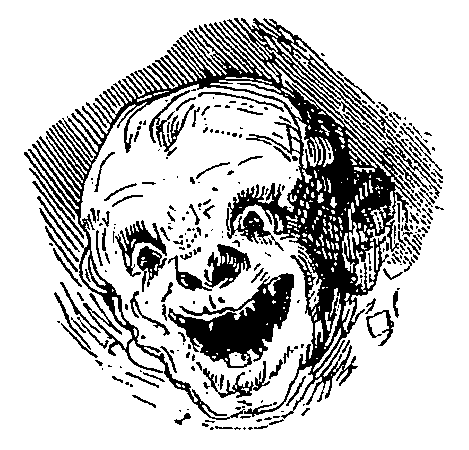
Bifrons. Una ilustración del “Dictionnaire Infernal” (1863).

En demonología, Bifrons era un demonio, conde del Infierno, con seis legiones de demonios (veintiséis para otros autores) bajo su mando. Enseñaba ciencias y artes, las virtudes de las gemas, maderas y hierbas, y trasladaba los cuerpos de sus tumbas originales a otros lugares, algunas veces poniendo luces mágicas en las tumbas que parecían velas. 
Aparece como un monstruo, pero luego cambia a una forma humana.
El origen del nombre es el dios romano Bifrons, por otros nombres Bifrovs o Bifröus (Janus). 
Bifrons era también uno de los nombres dados al baphomet supuestamente adorado por los Caballeros Templarios, y cuya descripción era una estatua con dos cabezas seguramente inspiradas en el dios romano Bifros, una mirando hacia la izquierda para revelar el pasado y la otra mirando a la derecha para revelar el futuro, todo esto por medio del poder de un demonio (hay otras suposiciones sobre la forma del baphomet).